# Qantir
Qantir (arabisch قنتير Qantīr) ist ein Ort in Ägypten. Qantir befindet sich im Gouvernement Asch-Scharqiyya und liegt etwa 30 km nördlich von Zagazig sowie etwa 9 km nördlich von Faqus entfernt.
Um das Dorf herum befindet sich eine Grabungsstätte, bei der es sich um einen Teil des antiken Pi-Ramesse handelt, wo sich unter Ramses II. die Hauptstadt Ägyptens befand. Bei magnetischen Prospektionen wurde ein großer Teil des Umlandes von Qantir untersucht und verschiedene Stadtviertel der antiken Metropole konnten unter dem Erdboden identifiziert werden. Das Stadtzentrum mit den Verwaltungsgebäuden wird auf dem heute besiedelten Gebiet vermutet, wo aufgrund der engen Bebauung keine archäologischen Untersuchungen durchgeführt werden können.
Ungefähr 2,5 Kilometer südwestlich des Dorfes befindet sich die archäologische Stätte von Auaris.